# Pear
Pear (izvirno srbsko Пеар) je naselje v Srbiji, ki upravno spada pod Mesto Užice; slednja pa je del Zlatiborskega upravnega okraja.

## Demografija
V naselju, katerega izvirno (srbsko-cirilično) ime je Пеар, živi 391 polnoletnih prebivalcev, pri čemer je njihova povprečna starost 49,3 let (46,3 pri moških in 52,1 pri ženskah). Naselje ima 168 gospodinjstev, pri čemer je povprečno število članov na gospodinjstvo 2,58.
To naselje je, glede na rezultate popisa iz leta 2002, večinoma srbsko, a v času zadnjih treh popisov je opazno zmanjšanje števila prebivalcev.
|  |

| Demografija | Demografija     | Demografija     |
| Leto        | Št. prebivalcev | Št. prebivalcev |
| ----------- | --------------- | --------------- |
|             |                 |                 |
|             |                 |                 |
|             |                 |                 |
|             |                 |                 |
| 1948        | 1042            |                 |
| 1953        | 1080            |                 |
| 1961        | 1008            |                 |
| 1971        | 835             |                 |
| 1981        | 783             |                 |
| 1991        | 537             | 533             |
| 2002        | 456             | 433             |
|             |                 |                 |

| Etnična sestava po popisu iz leta 2002 | Etnična sestava po popisu iz leta 2002 | Etnična sestava po popisu iz leta 2002 | Etnična sestava po popisu iz leta 2002 | Etnična sestava po popisu iz leta 2002 |
| -------------------------------------- | -------------------------------------- | -------------------------------------- | -------------------------------------- | -------------------------------------- |
| Srbi                                   | Srbi                                   |                                        | 429                                    | 99,07%                                 |
| Neznano                                | Neznano                                |                                        | 3                                      | 0,69%                                  |